# Amphiascoides bulbiseta
Amphiascoides bulbiseta är en kräftdjursart som beskrevs av Pallares 1975. Amphiascoides bulbiseta ingår i släktet Amphiascoides och familjen Diosaccidae. Inga underarter finns listade i Catalogue of Life.